# Bréixome de Abaixo
Bréixome de Abaixo es un lugar situado en la parroquia de Parada de Outeiro, del municipio español de Villar de Santos, en la provincia de Orense, Galicia.

## Demografía
| Gráfica de evolución demográfica de Bréixome de Abaixo entre 2000 y 2023 |
|                                                                          |
| Datos según el nomenclátor publicado por el INE.                         |